# Crenea patentinervis
Crenea patentinervis är en fackelblomsväxtart som först beskrevs av Emil Bernhard Koehne, och fick sitt nu gällande namn av Standley. Crenea patentinervis ingår i släktet Crenea och familjen fackelblomsväxter. Inga underarter finns listade i Catalogue of Life.